# گردباف خاردار
گِردباف خاردار (به انگلیسی: spiny orb-weavers) نامی برای یک عنکبوت از جنس Gasteracantha است. آنها به علت ستون فقرات برجسته روی شکمشان (مقایسه جنس ایزوکسایا) معمولاً به نام چوپان پوشیده‌شده براق نامیده می‌شوند. این عنکبوت‌ها می‌توانند به قطر ۳ سانتیمتر (۱٫۲ اینچ) برسند. اگر چه شکم آنها مانند یک پوسته خرچنگ با سنبله شبیه شده‌است، ولی نباید با عنکبوت خرچنگ اشتباه گرفته شود.

## مشخصات
اغلب بدنی رنگارنگ و نازک و شکم وسیع و سخت دارند که می‌تواند سفید، نارنجی یا زرد با نشانه‌های قرمز باشد. پوسته ماده با ۶ ستون قرمز یا نارنجی زوج شده‌است، در حالی که نر کوچکتر فاقد پوسته‌های زرد است و به جای آن، چهار تا پنج طرح تاریک است.

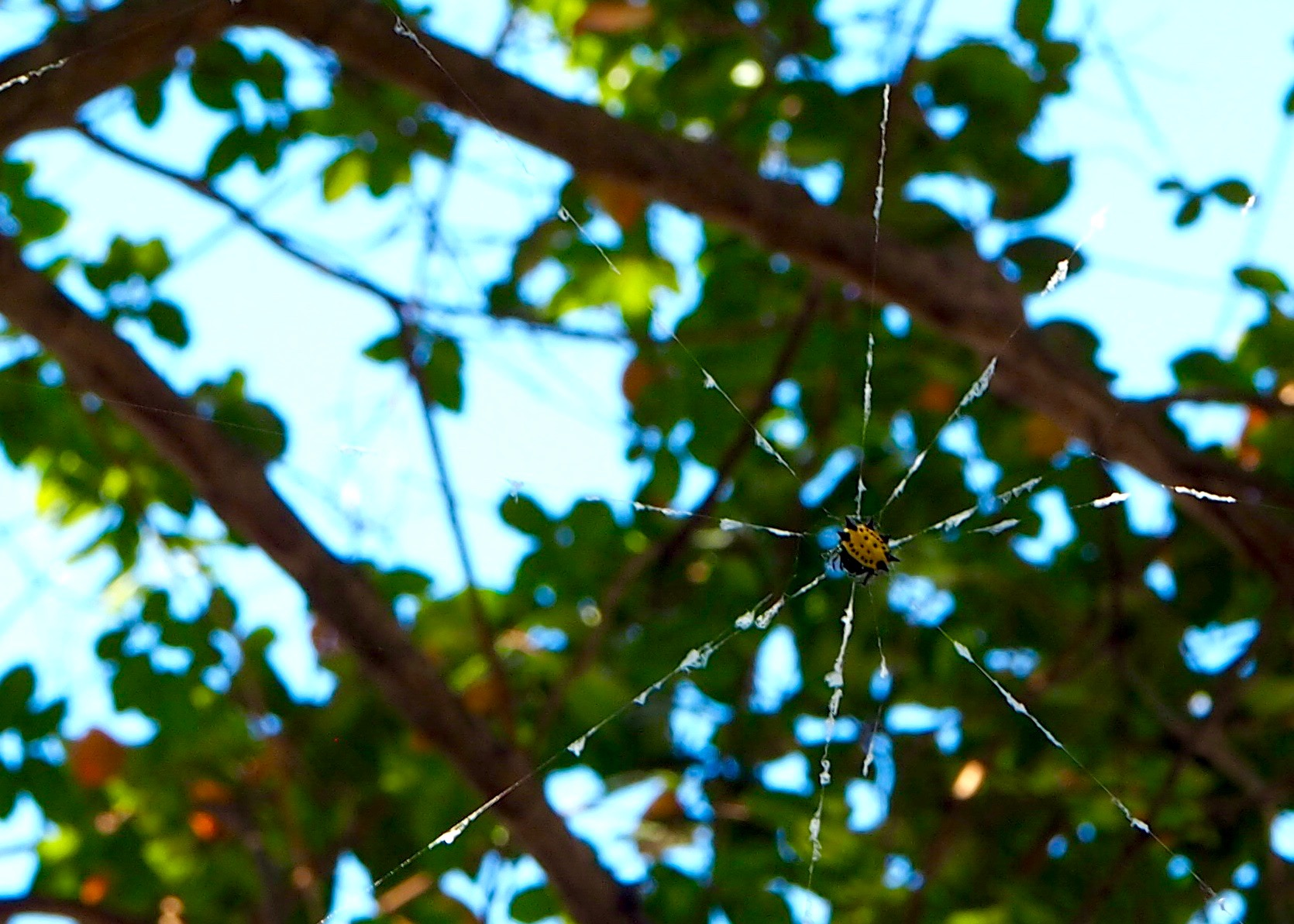
عنکبوت زرد رنگ پشت تار عنکبوت. عکس در نیواورلئان، لوئیزیانا، ایالات متحده آمریکا

گزش‌های این عنکبوت برای انسان بی‌ضرر هستند.

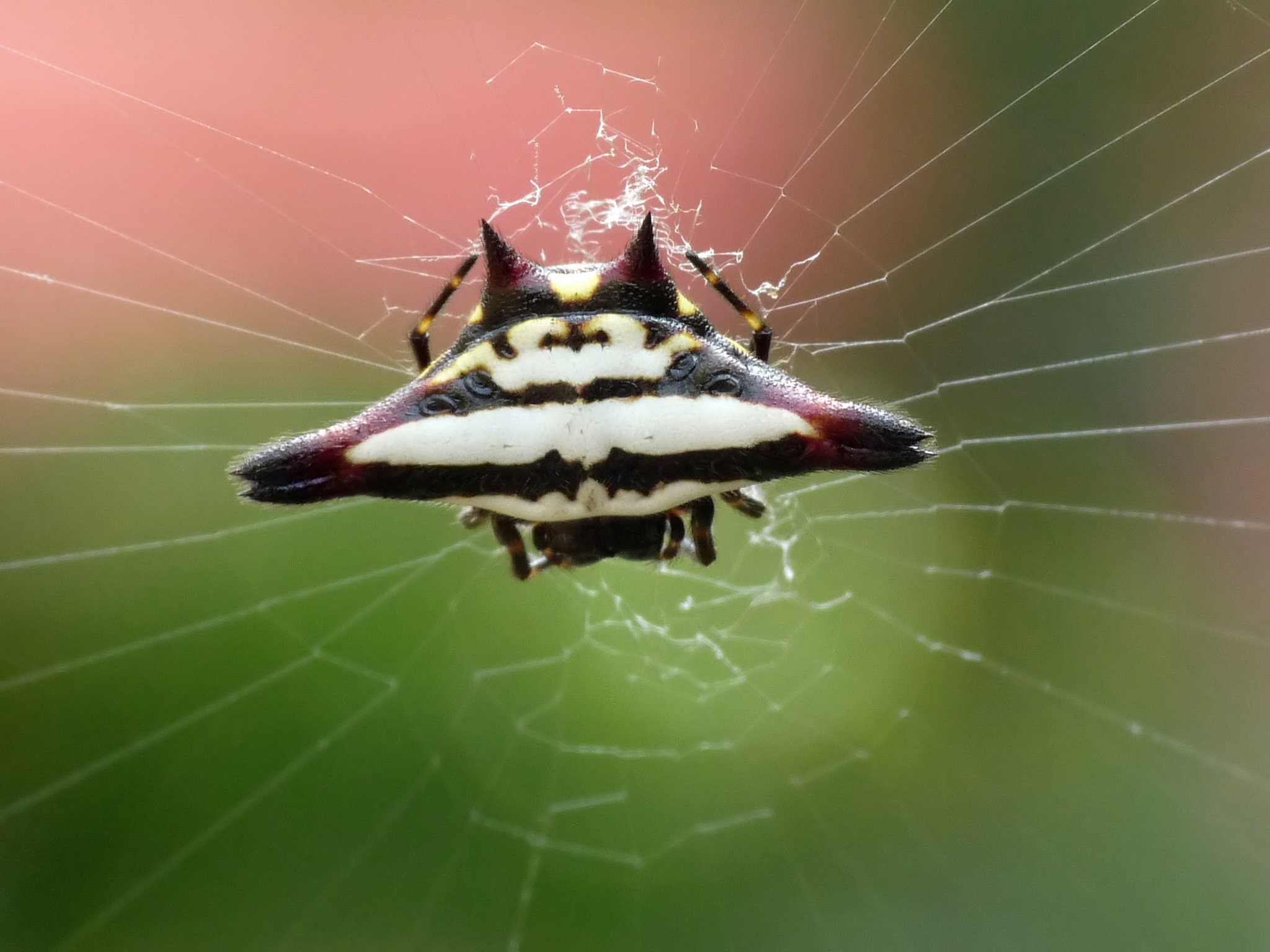
Gasteracantha geminata